# أحمد النعيمي
أحمد حمد النعيمي (1 مايو 1968 -) كاتب وأكاديمي أردني من مواليد مدينة إربد، تُرجم عدد من قصصه إلى اللغات الصينية والفرنسية والإنجليزية والألمانية.

## دراسته
أنهى الثانوية العامة في مدرسة «سعد بن أبي وقاص» بإربد عام 1986، وحصل على شهادة البكالوريوس في اللغة العربية وآدابها من جامعة اليرموك عام 1991، ثم على شهادة الماجستير عام 2002. ولاحقًا على شهادة الدكتوراه في اللغة العربية وآدابها من الجامعة الأردنية عام 2005.

## حياته المهنية
عمل مدرّسًا في مدارس وكالة الأمم المتحدة لإغاثة وتشغيل اللاجئين الفلسطينيين (أونروا) في الأردن، ثم عمل أستاذًا مساعدًا للغة العربية وآدابها في جامعة البلقاء التطبيقيّة، وهو عضو هيئة التدريس منذ عام 2005. درّس بعد ذلك في مركز اللغات بالجامعة الأردنيّة.
أعدّ وقدّم برنامجًا أدبيًا حواريًا في إذاعة المملكة الأردنية الهاشمية بين عامي 2003 و 2005 بعنوان «كُتُبٌ وكتَّاب».
النعيمي هو عضو في الهيئة العلميّة والاستشاريّة لمجلة «مقاليد» الصادرة عن وزارة التعليم العالي والبحث العلمي وجامعة قاصدي مرباح بالجزائر، وعضو في الهيئة العلميّة والاستشاريّة لمجلة «الباحث» الصادرة عن مخبر اللغة العربية وآدابها في جامعة عمار ثليجي–الأغواط بالجزائر. وأيضًا عضو في رابطة الكتّاب الأردنيين والمجلس الدولي للغة العربية بلبنان، كما كان عضوًا في هيئة تحرير «مجلة عمّان» الصادرة عن أمانة عمّان الكبرى.

## مؤلفاته
- «خطوة أخرى» (مجموعة قصصية)، دار أزمنة، عمّان، 1996[1][7]
- «راقصات الميدل إيست» (رواية)، دار الينابيع، عمّان، 1997[8][9]
- «الوسيط والمعمعة» (مجموعة قصصية)، دار الينابيع، عمّان، 1998[10]
- «يد في الفراغ» (مجموعة قصصية)، دار أزمنة، عمّان، 2000[11]
- عيادة سلمى (رواية للأطفال)، دار الينابيع، عَمّان، 2000[12]
- «ثماني غيمات لرجل ماطر» (مجموعة قصصية)، المؤسسة العربية للدراسات والنشر، بيروت، 2002[13][14]
- «البحر والمرآة، قراءات في القصّة والرّواية» (نقد)، المؤسسة العربيّة للدراسات والنشر، بيروت، 2002[15]
- «إيقاع الزمن في الرّواية العربيّة المعاصرة» (نقد أدبي)، المؤسسة العربيّة للدراسات والنشر، بيروت، 2004[16]
- «حصان العصر» (مجموعة قصصية)، وزارة الثقافة، عمّان، 2005[17]
- «الآفاق الإنسانية في الأدب والفكر» (نقد أدبي)، دار اليازوري العلمية وأمانة عمّان الكبرى، عمّان، 2008[18]
- «خمسة أسياف تسكن جسدي»، دار فضاءات، عمّان، 2010[«ملاحظة» 1]

## جوائز
- جائزة الملكة نور لأدب الطفل، محور الأدب التعليمي من مؤسسة نور الحسين، المرتبة الأولى، عن رواية «عيادة سلمى»، 1997[2]
- جائزة التأليف (مجال القصة)، اللجنة الوطنية العليا لإعلان عمّان عاصمة للثقافة العربيّة، عن كتاب «ثماني غيمات لرجل ماطر»، 2002[2]
- جائزة القدس للقصة القصيرة من مؤسسة البيّارة، الإمارات، المركز الثالث، عن قصة «السيدات والخادم»، 2010[19]